# Lothar Ambrosius
Lothar Ambrosius (11 de maio de 1903 - 9 de janeiro de 1971) foi um oficial alemão que serviu na Heer durante a Segunda Guerra Mundial. Foi condecorado com a Cruz de Cavaleiro da Cruz de Ferro.